# Bathyphantes yukon
Bathyphantes yukon – gatunek pająka z rodziny osnuwikowatych.

## Występowanie
Gatunek jest endemitem Alaski.